# Neit (królowa)
Neit – żona władcy starożytnego Egiptu Pepiego II. Była córką Pepiego I i Anchnesmerire I, siostrą Merenre I. Jej mąż Pepi II był jednocześnie jej bratem przyrodnim. Ich synem z tego związku był Merenre II. 
Po śmierci została pochowana w Sakkarze we własnym kompleksie grobowym przy  piramidzie swojego męża obok piramid jego dwóch innych żon Udżepten i Iput. Jej piramida ma bok o długości 24 m oraz wysokości około 23 m i jest właściwie kopią piramidy Pepiego II. Ściany wewnątrz piramidy pokryte były Tekstami Piramid, a granitowy sarkofag w chwili odkrycia był pusty i pozbawiony pokrywy.